# Finale della Coppa delle Coppe 1971-1972
La finale della 12ª edizione della Coppa delle Coppe UEFA è stata disputata il 24 maggio 1972 al Camp Nou di Barcellona tra Rangers e Dinamo Mosca. All'incontro hanno assistito circa 25 000 spettatori. La partita, arbitrata dallo spagnolo José María Ortiz de Mendíbil, ha visto la vittoria per 3-2 del club scozzese.

## Il cammino verso la finale

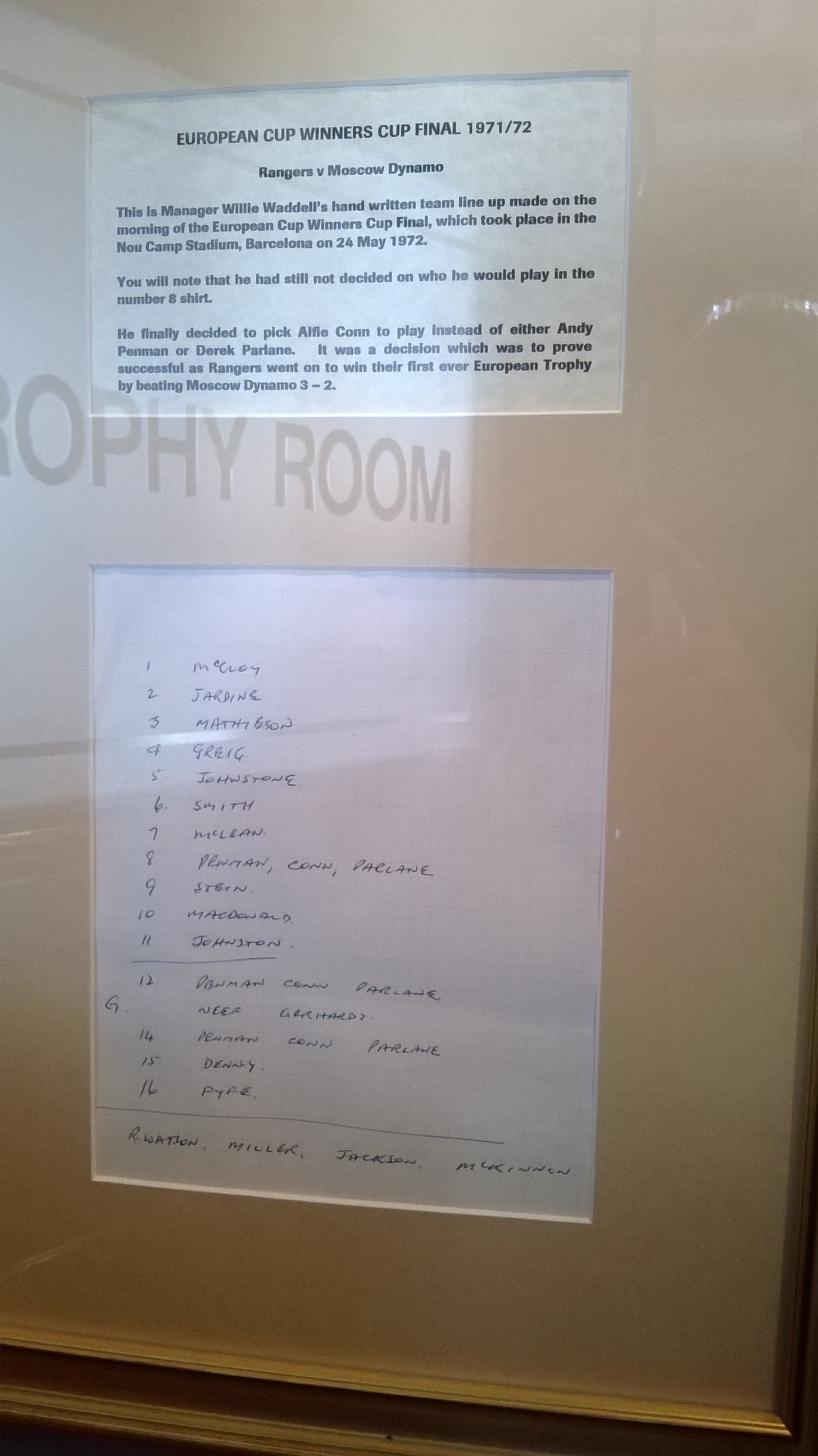
La "distinta" originale di Willie Waddell

I Rangers di Willie Waddell esordirono contro i francesi del Rennes battendoli col risultato complessivo di 2-1. Agli ottavi di finale i portoghesi dello Sporting Lisbona persero 3-2 a Glasgow, ma vinsero col medesimo risultato a Lisbona. Durante i tempi supplementari fu segnato un gol per parte, ma l'arbitro olandese Laurens van Raavens, aveva erroneamente ordinato l'esecuzione dei rigori (vinti peraltro dallo Sporting), dimenticando la regola dei gol fuori casa appena introdotta. Solo dopo la fine della partita i Rangers fecero appello al risultato e furono giustamente promossi al turno successivo. Ai quarti i Gers  affrontarono gli italiani del Torino, pareggiando 1-1 all'andata e vincendo 1-0 al ritorno. In semifinale i tedeschi occidentali del Bayern Monaco furono battuti nella partita di ritorno 2-0, dopo che l'andata all'Olympiastadion si conlcuse sull'1-1.
La Dinamo Mosca di Konstantin Beskov iniziò il cammino europeo contro i greci dell'Olympiacos vincendo in trasferta 2-0 e perdendo 2-1 a Mosca. Agli ottavi i turchi dell'Eskişehirspor furono sconfitti sia all'andata che al ritorno col risultato di 1-0. Ai quarti di finale i Belo-golubye affrontarono gli jugoslavi della Stella Rossa, vincendo in trasferta 2-1 e pareggiando 1-1 in Russia.
 In semifinale i tedeschi orientali della BFC Dynamo, si giocarono l'accesso alla finalissima fino all'ultimo. Entrambe le gare terminarono col risultato di 1-1 e furono necessari i tiri di rigore per stabilire il vincitore: la Dinamo Mosca ebbe la meglio per 4-1.

## La partita
A Barcellona va in scena la finale tra i Rangers, già finalisti nel 1961 e nel 1967, e la Dinamo Mosca, guidata dal "Ragno Nero" Lev Jašin. I protestanti di Glasgow si dimostrano nettamente più forti e chiudono virtualmente i conti già nel primo tempo portandosi avanti di tre reti: Colin Stein apre le marcature, imbeccato dall'ottimo Smith, e la doppietta di Willie Johnston chiude i conti. Nella ripresa il neo entrato Vladimir Ėštrekov accorcia le distanze e Aleksandr Machovikov porta i sovietici sul 2-3. Il risultato però non cambia e i Rangers portano a casa il loro primo (e unico) trofeo europeo. Tuttavia, a causa dei vandalismi compiuti dagli hooligan fuori e dentro lo stadio, la squadra viene squalificata dalle competizioni europee e non può difendere il titolo l'anno seguente.

## Tabellino
| Arbitro: | Ortiz de Mendíbil |

|                             |           |                             |
| Stein 23’ Johnston 40’, 49’ | Marcatori | 60’ Ėštrekov 87’ Machovikov |

| Rangers | Dinamo Mosca |

|                 |    |                  |  |
|                 |    |                  |  |
| P               | 1  | Peter McCloy     |  |
| D               | 2  | Sandy Jardine    |  |
| D               | 3  | Willie Mathieson |  |
| D               | 4  | John Greig       |  |
| D               | 5  | Derek Johnstone  |  |
| C               | 6  | Dave Smith       |  |
| C               | 7  | Tommy McLean     |  |
| C               | 8  | Alfie Conn       |  |
| A               | 9  | Colin Stein      |  |
| C               | 10 | Alex MacDonald   |  |
| A               | 11 | Willie Johnston  |  |
|                 |    |                  |  |
|                 |    |                  |  |
|                 |    |                  |  |
| Allenatore:     |    |                  |  |
| William Waddell |    |                  |  |

|                   |    |                      |  |     |
|                   |    |                      |  |     |
| P                 | 1  | Vladimir Pil'guj     |  |     |
| D                 | 2  | Vladimir Basalaev    |  |     |
| D                 | 3  | József Szabó         |  |     |
| D                 | 4  | Valerij Žikov        |  |     |
| D                 | 5  | Vladimir Dolbonosov  |  | 69’ |
| C                 | 6  | Evgenij Žukov        |  |     |
| C                 | 7  | Oleg Dolmatov        |  |     |
| C                 | 8  | Aleksandr Machovikov |  |     |
| C                 | 9  | Anatolij Bajdačnyj   |  |     |
| A                 | 10 | Andrej Žakubik       |  | 56’ |
| A                 | 11 | Gennadij Evrjužichin |  |     |
| Sostituzioni:     |    |                      |  |     |
| C                 | 12 | Vladimir Ėštrekov    |  | 56’ |
| A                 | 13 | Michail Gerškovič    |  | 69’ |
| Allenatore:       |    |                      |  |     |
| Konstantin Beskov |    |                      |  |     |